# Bisdom Berhampur
Het bisdom Berhampur (Latijn: Dioecesis Berhampurensis) is een rooms-katholiek bisdom met als zetel Brahmapur (ook wel Berhampur genoemd), in India. Het bisdom is suffragaan aan het aartsbisdom Cuttack-Bhubaneswar. 

## Geschiedenis
Het bisdom werd opgericht op 24 januari 1974, uit delen van de bisdommen Cuttack en Visakhapatnam. 

## Parochies
Het bisdom had in 2020 een oppervlakte van 12.531 km2 en telde 4.553.421 inwoners waarvan 1,5% rooms-katholiek was.

## Bisschoppen
- Thomas Thiruthalil (24 januari 1974 - 18 december 1989)
- Joseph Das (3 mei 1993 - 27 november 2006)
- Sarat Chandra Nayak (27 november 2006 - heden)

## Galerij van afbeeldingen

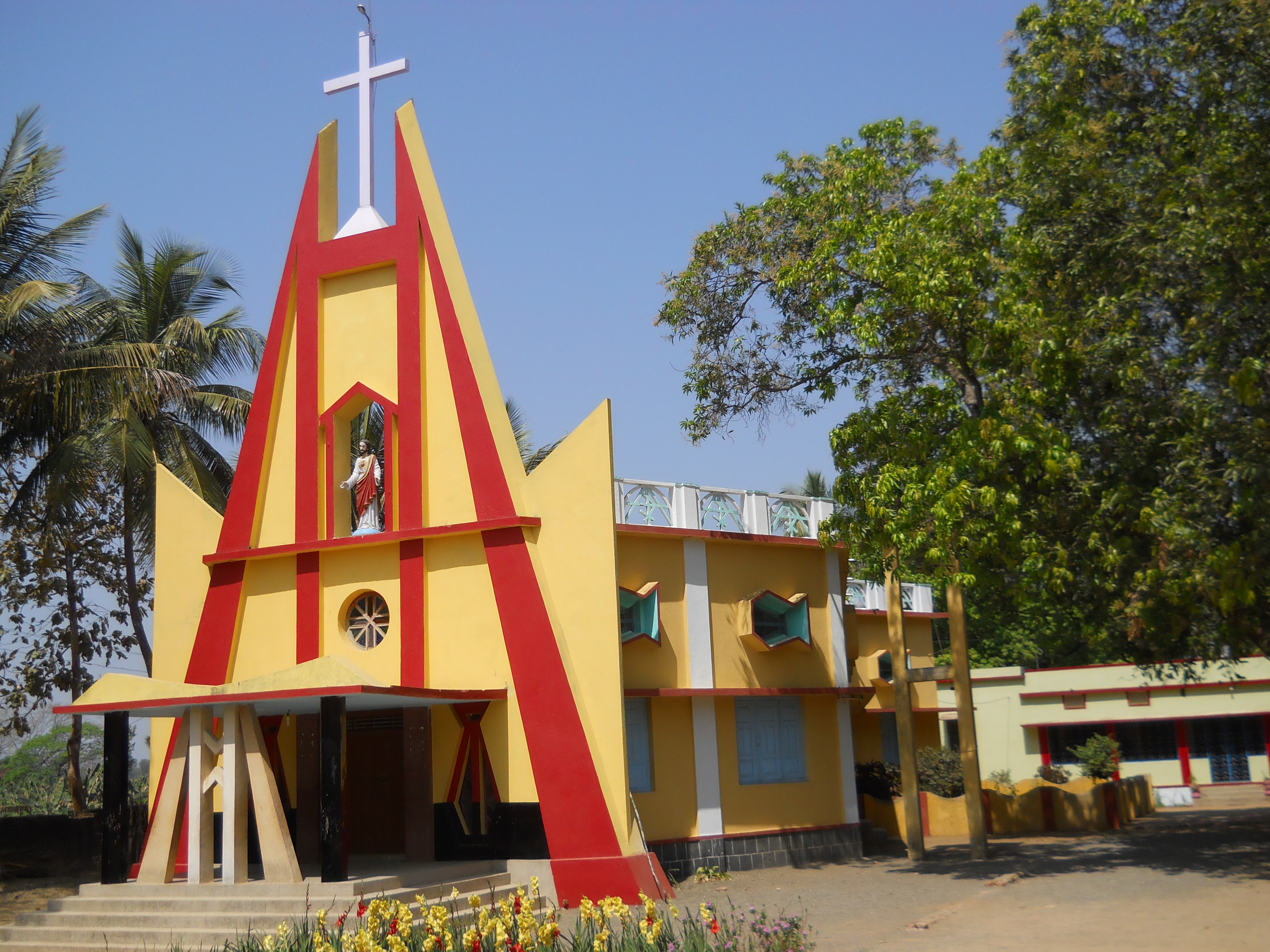
Sint-Pauluskerk in Gunupur

Cuttack-Bhubaneswar (aartsbisdom) · Balasore · Berhampur · Rayagada · Rourkela · Sambalpur